# イェスデル (サルジウト部)
イェスデル（モンゴル語: Yesüder、? - 1307年）は、モンゴル帝国に仕えた将軍の一人で、サルジウト部の出身。父や祖父の地位を継いで四川方面のタンマチ（辺境鎮戍軍）司令官となり、第5代皇帝クビライの治世において南宋軍との戦いで活躍した。『元史』などの漢文史料における漢字表記は也速答児（yĕsùdāér）など。

## 概要
イェスデルの祖父のタイダル・父のネウリンは第4代皇帝モンケによって四川方面の軍司令官に抜擢された人物で、南宋との戦いで多くの軍功を残していた。
イェスデルは1274年（至元11年）よりクビライに仕えて行枢密院に配属され、ここで軍事について学んだ。初陣となった嘉定の包囲戦では3000の兵を率いて南宋の将の昝万寿率いる軍を破り、首級500を挙げる功績を挙げ、六翼ダルガチに任じられた。この敗戦を受けて昝万寿は配下の武将李立を派遣して嘉定・三亀山・九頂山・紫雲山の諸城寨とともにモンゴルに投降した。また、この頃枢密院副使のクト（忽敦）が重慶の攻略に失敗したために更迭され、新たに枢密院副使のブカ（不花）が抜擢されていたが、イェスデルはブカの軍勢に加わった。イェスデルはわずか20騎余りを率いて城門を攻め、迎撃のために南宋の将軍の趙安が出てくると、イェスデルはこれを迎え撃って首級500余りを挙げる勝利を得た。この一戦で趙安は城門を開いて投降し、また別の将軍の張玨は城から逃れたが、イェスデルはこれを涪州まで追撃して捕虜とした。この軍功を聞いたクビライは玉帯・鈔五千を与えて西川蒙古軍馬六翼新附軍招討使の地位につけ、さらに四川西道宣慰使及び都元帥に昇格させた。
その後、羅氏鬼国の亦奚不薛が反乱を起こすと、朝廷は四川方面の兵を集めてこれを討伐することとなり、その指揮官にイェスデルが抜擢された。亦奚不薛は阿麻・阿豆らを先鋒として派遣したが、イェスデルはこの先鋒軍を打ち破って阿麻・阿豆を殺してしまったので、亦奚不薛は5万戸を余りを率いて投降した。この功績によってイェスデルはさらに西川等処行中書省右丞に任じられた。
オルジェイトゥ・カアン（成宗テムル）の治世中には四川行省平章に任命され、1306年（大徳10年）には雲南で起こった阿邦龍少の叛乱を汪惟能ととともに鎮圧している。またクルク・カアン（武宗カイシャン）の治世には雲南行省左丞相とされた。その後、南方に遠征した際に瘴毒にかかり、成都に帰還した所で亡くなった。死後、イェスデルの地位は弟のバラクが継いだ。

## サルジウト部ボロルタイ家
- ボロルタイ（Boroldai ＞孛羅帯,bóluódài）
  - 都元帥タイダル（Tayidar ＞太答児,tàidāér）
    - 都元帥ネウリン（Neülin ＞紐璘,niŭlín）
      - 雲南行省左丞相イェスデル（Yesüder ＞也速答児,yĕsùdāér）
        - 四川行省平章政事ナンギャダイ（Nangiadai ＞嚢加台,nángjiātái）
          - 四川行省左丞相タシュ・バートル（Taš baγatur ＞答失八都魯,dāshī bādōulŭ）
            - 太保・中書右丞相ボロト・テムル（Bolod temür ＞孛羅帖木児,bóluó tièmùér）

          - 雲南行省左丞シリム（Sirim ＞識里木,shìlǐmù）
          - 左丞イジル・ブカ（Iǰil buqa ＞亦只児不花,yìzhǐér bùhuā）

        - 四川行省左丞バヤン（Bayan ＞拝延,bàiyán）

      - 蒙古軍万戸バラク（Baraq ＞八剌/bālà）